# Јалтска конференција
Кримска конференција је био самит савезничких вођа који је трајао од 4. до 11. фебруара 1945. у Јалти. Ту је утаначен план за коначно разрачунавање са Хитлеровом Немачком у Другом светском рату.
Јосиф Висарионович Стаљин, Винстон Черчил и Френклин Рузвелт том приликом су разговарали о послератној окупацији Немачке, о помоћи која ће по окончању сукоба бити пружена немачком народу, о разоружавању немачке армије, установљењу суда за ратне злочине и судбини поражених или ослобођених држава источне Европе, начину изгласавања одлука о потоњем Савету безбедности Уједињених нација и о плаћању ратне одштете.
У фебруару 1945. године, 3 лидера су у Јалти постигли споразум, иако неформални, у више питања. Једно од најважнијих питања, било је везано за земље источне и централне Европе, у којима је СССР имао већ фактичку контролу, и успостављао “пријатељске режиме”и да се Немачка подели у 4 окупационе зоне у којима ће управљати 4 савезничке земље (Русија, Уједињено Краљевство, САД, Француска).
Рузвелт и Черчил су извукли од Стаљина обећање да ће ослобођене земље добити привремене владе које ће представљати све демократске групације. Стаљин није имао ништа против ових усмених уступака, али је глатко одбио предлог о међународном надзору над изборима.
Договорене су и неке нове територијалне промене, с тим да буду потврђене на мировној конференцији. Совјетско–пољска граница је утврђена у корист Совјетског Савеза на тзв. Карсоновој линији. Немачка је требало да буде подељена на четири окупационе зоне, којима би управљале три велике савезничке силе и Француска. Договорене су и репарације које треба да плати Немачка, од чега би половина ишла Совјетском Савезу.
Тројица су се усагласили да се оснују Уједињене нације са Саветом безбедности као централним политичким органом, у коме би велике силе имале право вета.
Стаљин је тражио (и добио) део острва Сахалин и Курилска острва, слободне луке у Даријену и Порт Артуру као и права да управља манџурским железницама. То му је Рузвелт дао једним тајним споразумом, којим је практично Москви враћена доминанта улога у Манџурији коју је изгубила у Руско–јапанском рату 1905. године. Рузвелт је дао Стаљину у Јалти те значајне концесије, јер му је била потребна совјетска подршка у окончању рата са Јапаном, и зато што је желео да очува ратну коалицију до гарантовања коначне победе.

## Конференција
Током Конференције на Јалти, западни савезници су ослободили целу Француску и Белгију и борили се на западној граници Немачке. На истоку, совјетске снаге су биле 65 km (40 mi) од Берлина, пошто су већ потиснуле Немце из Пољске, Румуније и Бугарске. Више се није постављало питање немачког пораза. Питање је био нови облик послератне Европе.
Француски лидер генерал Шарл де Гол није позван ни на конференцију на Јалти, ни на Потсдамску конференцију, што је дипломатско омаловажавање које је било повод за дубоко и трајно негодовање. Де Гол је своје искључење са Јалте приписао дугогодишњем личном антагонизму Рузвелта према њему, али су се Совјети такође противили његовом укључивању као пуноправног учесника. Међутим, одсуство француског представништва на Јалти такође је значило да би упућивање позива де Голу да присуствује Конференцији у Потсдаму било веома проблематично, јер би се осећао чашћу обавезан да инсистира да се сва питања договорена на Јалти у његовом одсуству поново отворе.
Иницијатива за сазивање друге конференције „велике тројке“ потекла је од Рузвелта, који се надао састанку пре Председничких избора САД у новембру 1944. али је инсистирао на одржавању састанка почетком 1945. на неутралној локацији на Медитерану. Предложени су Малта, Кипар, Сицилија, Атина и Јерусалим. Стаљин је, инсистирајући да се његови лекари противе било каквим дугим путовањима, одбацио те опције. Уместо тога, предложио је да се састану у црноморском летовалишту Јалта на Криму. Стаљинов страх од летења је такође био фактор који је допринео одлуци. Ипак, Стаљин је формално препустио Рузвелту својство „домаћина“ конференције, а све пленарне седнице требале су да се одржавају у америчком смештају у Ливадијској палати, и Рузвелт је увек седео централно на групним фотографијама, које је све снимио Рузвелтов званични фотограф.
Сваки од тројице лидера имао је своју агенду за послератну Немачку и ослобођену Европу. Рузвелт је желео совјетску подршку у Пацифичком рату против Јапана, посебно за планирану инвазију на Јапан (Операција августовска олуја), као и совјетско учешће у Уједињеним нацијама. Черчил се залагао за слободне изборе и демократске владе у централној и источној Европи, посебно у Пољској. Стаљин је захтевао совјетску сферу политичког утицаја у источној и централној Европи као суштински аспект совјетске националне безбедносне стратегије, а његов став на конференцији сматрао је толико јаким да је могао да диктира услове. Према речима члана америчке делегације и будућег државног секретара Џејмса Ф. Бернса, „није било питање шта бисмо пустили Русима, већ шта бисмо Русе могли да натерамо да ураде“.
Пољска је била прва тачка совјетског дневног реда. Стаљин је изјавио: „За совјетску владу, питање Пољске је било питање части“ и безбедности јер је Пољска служила као историјски коридор за снаге које су покушавале да нападну Русију. Осим тога, Стаљин је у контексту историје изјавио да „пошто су Руси у великој мери згрешили над Пољском“, „совјетска власт је покушавала да искупи те грехе“. Стаљин је закључио да „Пољска мора бити јака” и да је „Совјетски Савез заинтересован за стварање моћне, слободне и независне Пољске”. Сходно томе, Стаљин је одредио да се о захтевима Пољске владе у егзилу не може преговарати, а Совјети ће задржати територију источне Пољске коју су анексирали 1939. године, а Пољска ће за то бити надокнађена проширењем својих западних граница на рачун Немачке. У супротности са својим претходним изреченим ставом, Стаљин је обећао слободне изборе у Пољској упркос постојању привремене владе коју је спонзорисао Совјетски Савез и коју је недавно поставио на пољским територијама које је окупирала Црвена армија.
Рузвелт је желео да Совјети уђу у Пацифички рат против Јапана са савезницима, надајући се да ће се тако пре окончати рат и смањити америчке жртве.
Један совјетски предуслов за објаву рата Јапану било је америчко званично признање независности Монголије од Кине (Монголска Народна Република је била совјетска сателитска држава од 1924. до Другог светског рата). Совјети су такође желели признање совјетских интереса у Кинеској источној железници и Порт Артуру али не тражећи од Кинеза закуп. Ти услови су договорени без учешћа Кине.
Совјети су желели повратак Јужног Сахалина, који је Јапан отео од Русије у Руско-јапанском рату 1905. године, и уступање Курилских острва од стране Јапана. Ова два захтева је одобрио Труман.
Заузврат, Стаљин је обећао да ће Совјетски Савез ући у Пацифички рат три месеца након пораза Немачке. Касније, у Потсдаму, Стаљин је обећао Труману да ће поштовати национално јединство Кореје, коју ће делимично окупирати совјетске трупе.
Штавише, Совјети су пристали да се придруже Уједињеним нацијама због тајног разумевања формуле гласања са правом вета за сталне чланице Савета безбедности, што је гарантовало да свака земља може да блокира нежељене одлуке.
Совјетска армија је потпуно окупирала Пољску и држала већи део источне Европе са три пута већом војном моћи од савезничких снага на Западу. Декларација ослобођене Европе је мало учинила да се разбију споразуми о сфери утицаја, који су били уграђени у споразуме о примирју.
Сва три лидера ратификовала су споразум Европске саветодавне комисије којим се утврђују границе послератних окупационих зона за Немачку са три окупационе зоне, по једну за сваку од три главна савезника. Такође су се сложили да Француској дају зону окупације изрезану из зона САД и Велике Британије, али је Де Гол остао при принципу одбијања да прихвати да ће Француска зона бити дефинисана границама утврђеним у његовом одсуству. Тако је наредио француским снагама да заузму Штутгарт поред територија за које је раније договорено да обухватају француску окупациону зону. Повукао се само када му је запрећено обуставом основних америчких економских залиха. Черчил је на Јалти тада тврдио да Французи такође морају да буду пуноправни члан предложеног Савезничког контролног савета за Немачку. Стаљин се томе опирао све док Рузвелт није подржао Черчилов став, али је Стаљин и даље остао непоколебљив да Французи не би требало да буду примљени у пуноправно чланство у Савезничкој репарационој комисији која ће бити успостављена у Москви и попустио је тек на Потсдамској конференцији.